# Station Stara Wola
Station Stara Wola is een spoorwegstation in de Poolse plaats Radom.